# Nordperd
Het Nordperd is een kaap op het Duitse eiland Rügen, die het uiterste oostpunt van het eiland vormt. 
De kaap is een beschermd natuurreservaat en heeft de vorm van een gelijkbenige driehoek, waarvan de punt 20 meter boven de zeespiegel uitreikt. Op de kaap groeien naaldbomen. Het dorp Göhren scheidt de kaap van het strand; van Göhren tot aan de spits is het ongeveer 1,5 kilometer ver. Tussen het dorp en de kaap ligt tevens de Buskam, de grootste vrijliggende zeerots van Duitsland. 
De kaap werd verstevigd in het kader van een kustbeheerproject, teneinde te voorkomen dat hij door erosie zou worden aangetast. Langs de randen zijn palissades aangebracht om wandelaars voor storten te behoeden, en de trappen langs de klippen mogen niet meer gebruikt worden.
Ten zuiden van het Nordperd, in het dorp Thiessow, ligt zijn tegenhanger Südperd.